# 彭家鹏

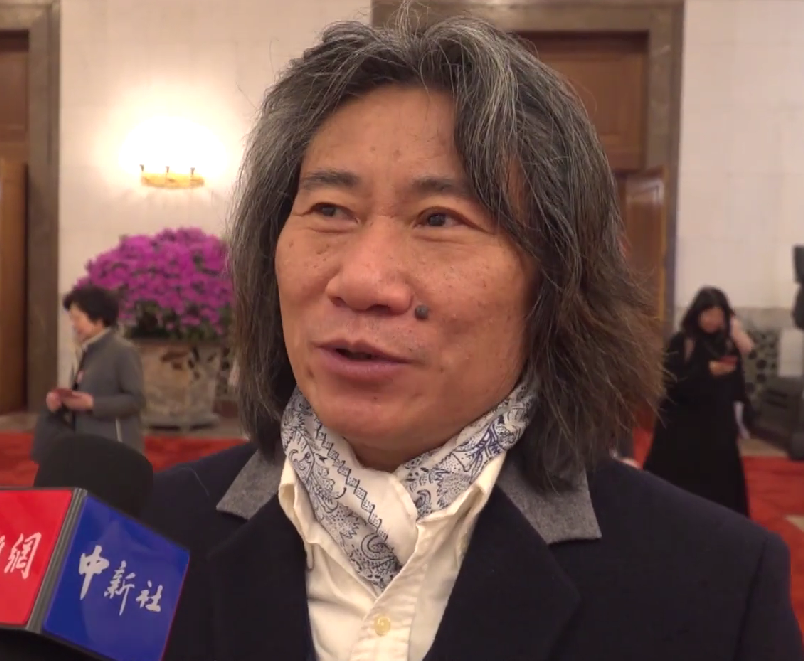
彭家鹏（2024年）

彭家鹏（1965年12月—），男，汉族，安徽五河人，中华人民共和国政治人物。现任中国广播民族乐团、苏州民族管弦乐团艺术总监兼首席指挥。第十三、十四届全国政协委员。